# Шпан, Сюзанна
Сюзанна Шпан (нем. Susanne Spahn) — доктор философских наук и независимый историк Восточной Европы, политолог и журналист. Проживает в Берлине.

## Биография
После изучения восточноевропейской истории, славистики и политологии в университетах Санкт-Петербурга и Кёльна в 2011 году ей была присуждена учёная степень доктора (magna cum laude).
Диссертация Сюзанны Шпан была посвящена теме «Государственная независимость — конец восточнославянского сообщества? Внешняя политика России по отношению к Украине и Беларуси с 1991 года» была опубликована в 2011 году в Гамбурге. Шпан проходила волонтёрскую службу при «Süddeutsche Zeitung», публиковалась в 2010—2011 годах из Москвы для «Die Welt», «Deutsche Welle», «Zeit online», «Magazin Außenwirtschaft» и других изданий. Она пишет научные анализы и проводит исследования для журналов и политических фондов. Её исследование про образ Украины в Германии и роль в этом российских массмедиа было опубликовано в 2016 году издательством «Verlag Dr. Kovač». С июня 2017 года сотрудничает с «Institute of Strategic Dialogue» и c «London School of Economics and Political Science».
Сюзанна Шпан пишет статьи, анализирует и публикует отчеты о России, Польше, Украине, Белоруссии и других странах СНГ. До 2012 года она писала о России в качестве независимого журналиста из Москвы для сети восточноевропейских репортеров n-ost, мира, Jüdische Allgemeine, Deutsche Welle и других СМИ. Сейчас она пишет публицистические и научные статьи о Польше и странах СНГ в Берлине. Как историк Восточной Европы, она особенно интересуется историческими темами.  В 2018 году подготовила и выпустила исследование "Российские медиа в Германии. Независимая журналистика или политический инструмент?".

## Избранные публикации на немецком языке
- Die Außenpolitik Rußlands gegenüber der Ukraine und Weißrußland von 1991 bis 1998. Studien zur Geschichte Ost- und Ostmitteleuropas, Bd. 1. Herne: Schäfer, 2000
- Staatliche Unabhängigkeit – das Ende der ostslawischen Gemeinschaft?: Die Außenpolitik Russlands gegenüber der Ukraine und Belarus seit 1991. Beiträge zur Geschichte des östlichen Europa, Bd. 19, Verlag Dr. Kovač,  Hamburg 2011 (Dissertation, Universität Köln, 2010)
- (Mitarbeit) Die Russland-Krise / Susanne Spahn; Margarete Klein; Kristian Pester; Benno Ennker; Jens Siegert. Freie Universität Berlin / Osteuropa-Institut. Deutsche Gesellschaft für Osteuropakunde e.V. Forschungsstelle Osteuropa an der Universität Bremen. In: Russland-Analysen, Bd. 12, Nr. 273, 1–32, 2014
- Das Ukraine-Bild in Deutschland. Verlag Dr. Kovač,  Hamburg 2016
- Analyse: Das Ukraine-Bild in Deutschland. Bundeszentrale für politische Bildung, 6. Juni 2016 (PDF)
- Роль российских СМИ в формировании немецкого образа Украины: Как Кремль влияет на общественное мнение в Германии in: Forum für osteuropäische Ideen- und Zeitgeschichte/ Форум новейшей восточноевропейской истории и культуры, 1/2016. Übersetzt von Zhanna Mylogorodska
- Institute for Strategic Dialogue, Institute of Global Affairs (Hg.): „Make Germany great again“. Der Kreml, die Alt-Right und die internationale Einflussnahme auf die Bundestagswahlen 2017. London 2017
- Ukraine in the Russian Mass Media: Germany as an example of Russian information policy. in: Beichelt, Timm, Worschech, Susann (Hg.): Transnational Ukraine? Networks and Ties that influence(d) Contemporary Ukraine. Stuttgart 2017, S. 179–202
- Russische Medien in Deutschland. Unabhängiger Journalismus oder politisches Instrument? Friedrich-Naumann-Stiftung, Potsdam März 2018 (PDF deutsch, PDF russ.).
- Russische Medien: Eine Waffe im Informationskrieg. Zentrum Liberale Moderne, 15. November 2018 (PDF)
- Russische Medien in Deutschland. Wie der russische Informationskrieg und Desinformation Einfluss auf Deutschland ausüben. Friedrich-Naumann-Stiftung, Potsdam 2020
- Der Impfstoff Sputnik V – ein internationaler Erfolg Russlands? Eine Untersuchung der Darstellung und Methoden der Desinformation in den russischen Staatsmedien RT und Sputnik/SNA an den Beispielen Deutschland, Frankreich, Großbritannien, Serbien, Slowakei und Kasachstan. Brüssel 2021
- Russische Medien in Deutschland. Die Bundestagswahlen 2021 – Zwischen Einflussnahme und Desinformation. Friedrich-Naumann-Stiftung, Potsdam 2022
- Nachrichten aus dem Kreml. Narrative russischer Medien zu Russlands Krieg gegen die Ukraine, Bundeszentrale für politische Bildung, 12. Januar 2023 (PDF)
- RT DE – Leitmedium der „Alternativmedien“ In: Gegneranalyse, Zentrum Liberale Moderne, Stand März 2023 (PDF)
- Russlands Narrative und Desinformation im Krieg gegen die Ukraine, in: Hansen, Stefan, Husieva, Olga, Frankenthal, Kira (Hrsg.): Russlands Angriffskrieg gegen die Ukraine. Baden-Baden 2023, S. 45–66 (PDF)
- Das Russland-Netzwerk. Wie ich zur Russland-Versteherin wurde und warum ich es heute nicht mehr sein kann. Frankfurter Allgemeine Buch 2024, ISBN 978-3-96251-204-0